# 畑満秀
畑 満秀（はた みつひで、1948年4月23日 - ）は、日本のカヌー選手。日本カヌー連盟理事、日本カヌー連盟専任コーチ。1972年ミュンヘンオリンピック、1976年モントリオールオリンピック日本代表。福井県出身。陸上自衛隊少年工科学校を経て大正大学卒業。大学卒業後戸田競艇組合に就職した。

## 来歴
1972年、ミュンヘンオリンピックカヌー日本代表となり、中西光雄と組んだ男子カナディアン・ペア1000m敗者復活戦敗退。1976年、モントリオールオリンピック日本代表となり、緒方厚信と組んだ男子カナディアン・ペアの1000m準決勝敗退、同500mは敗者復活戦で失格に終わった。
引退後は指導者として活躍し、日本体育協会公認カヌーA級コーチの資格を取得。1980年のモスクワオリンピックから1984年ロサンゼルスオリンピック、1988年ソウルオリンピックまでカヌー日本代表コーチ。1992年バルセロナオリンピックカヌー日本代表監督。1996年アトランタオリンピックカヌー日本代表監督。1997年、アジア選手権日本代表監督。1998年、バンコクアジア大会カヌー日本代表監督。2000年、シドニーオリンピックカヌー日本代表監督。2002年、釜山アジア大会カヌー日本代表監督。2003年、ゲインズビル世界選手権カヌー日本代表監督。2004年、アテネオリンピックカヌー日本代表監督。日本ウェルネス専門学校副校長を経て現在日本ウェルネス専門学校新潟校校長、日本ベースボール・セキュリティ専門学校校長である。日本ウェルネス専門学校カヌー部監督も兼任。